# Going Backwards
«Going Backwards» és el cinquanta-quatrè senzill del grup anglès de música electrònica Depeche Mode, el segon extret de l'àlbum Spirit. La seva publicació es va produir el 23 de juny de 2017 inicialment només en format de descàrrega digital, però posteriorment també va aparèixer en CD i disc de vinil.
Es tracta d'una cançó de música folk electroacústica composta per Martin Gore. Les lletres són força polítiques, però a diferència de cançons anteriors en els quals utilitzaven metàfores i al·legories per tractar temes polítics delicats, aquí ho fan de forma oberta per criticar la societat actual massa tecnificada que a la vegada s'està deshumanitzant i que critica tots els mals dels governs actuals sense realitzar cap acció realment.
El videoclip de la cançó es va estrenar el mateix dia del llançament. Dirigit per Timothy Saccenti, està en forma de vídeo interactiu en 360 graus.
Ha estat inclòs en la gira Global Spirit Tour i tenint un paper important, ja que generalment obre els concerts.

## Llista de cançons
Descàrrega digital (Regne Unit, Estats Units)
1. "Going Backwards" (album version) − 5:43
2. "Going Backwards" (Highline Sessions Version) − 5:27

Descàrrega digital (Regne Unit, Estats Units)
1. "Going Backwards" (radio edit) − 3:51
2. "Going Backwards" (Chris Liebing Mix) − 9:07
3. "Going Backwards" (Chris Liebing Burn Slow Mix) − 7:08
4. "Going Backwards" (Solomun Extended Radio Remix) − 8:25
5. "Going Backwards" (Solomun Remix Radio Version) − 4:40
6. "Going Backwards" (Solomun Club Remix) − 7:53
7. "Going Backwards" (The Belleville Three Full Vocal Mix) − 6:44
8. "Going Backwards" (The Belleville Three Deep Bass Dub) − 5:58
9. "Going Backwards" (The Belleville Three Raw Detroit Dub) − 6:44
10. "Going Backwards" (The Belleville Three Full Vocal Mix Radio Edit) − 3:26
11. "Going Backwards" (Point Point Remix) − 4:32
12. "Going Backwards" (Maya Jane Coles Remix) − 5:57
13. "Poison Heart" (Soulsavers Re-Work) − 3:45
14. "You Move" (Latroit Remix) − 4:17

CD (Regne Unit, Estats Units)
1. "Going Backwards" (radio edit) − 3:51
2. "Going Backwards" (Chris Liebing Mix) − 9:07
3. "Going Backwards" (Solomun Extended Radio Remix) − 8:25
4. "Going Backwards" (The Belleville Three Full Vocal Mix) − 6:44
5. "Going Backwards" (Point Point Remix) − 4:32
6. "Going Backwards" (Chris Liebing Burn Slow Mix) − 7:08
7. "Going Backwards" (Maya Jane Coles Remix) − 5:57
8. "Poison Heart" (Soulsavers Re-Work) − 3:45